# Leichtathletik-Weltmeisterschaften 2022/Teilnehmer (Argentinien)
| Goldmedaillen | Silbermedaillen | Bronzemedaillen |
| ------------- | --------------- | --------------- |
| —             | —               | —               |

Der Leichtathletikverband von Argentinien nahm an den Leichtathletik-Weltmeisterschaften 2022 in Eugene teil. Elf Athletinnen und Athleten wurden vom argentinischen Verband nominiert.

## Ergebnisse

### Männer

#### Laufdisziplinen
| Athlet           | Disziplin   | Vorlauf | Vorlauf | Halbfinale | Halbfinale | Finale       | Finale |
| Athlet           | Disziplin   | Zeit    | Platz   | Zeit       | Platz      | Zeit         | Platz  |
| ---------------- | ----------- | ------- | ------- | ---------- | ---------- | ------------ | ------ |
| Federico Bruno   | 1500 m      | DNS     | DNS     | DNQ        | DNQ        | –            | –      |
| Joaquín Arbe     | Marathon    |         |         |            |            | DNS          | DNS    |
| Eulalio Muñoz    | Marathon    |         |         |            |            | 2:14:29 h SB | 41     |
| Juan Manuel Cano | 20 km Gehen |         |         |            |            | 1:29:47 h    | 38     |

#### Sprung/Wurf
| Athlet              | Disziplin      | Qualifikation | Qualifikation | Finale     | Finale |
| Athlet              | Disziplin      | Weite/Höhe    | Platz         | Weite/Höhe | Platz  |
| ------------------- | -------------- | ------------- | ------------- | ---------- | ------ |
| Carlos Layoy        | Hochsprung     | 2,21 m        | 21            | DNQ        | DNQ    |
| Germán Chiaraviglio | Stabhochsprung | 5,30 m        | 28            | DNQ        | DNQ    |
| Ignacio Carballo    | Kugelstoßen    | 18,74 m       | 27            | DNQ        | DNQ    |
| Joaquín Gómez       | Hammerwurf     | 69,03 m       | 28            | DNQ        | DNQ    |

### Frauen

#### Laufdisziplinen
| Athletin          | Disziplin        | Vorlauf         | Vorlauf | Halbfinale | Halbfinale | Finale | Finale |
| Athletin          | Disziplin        | Zeit            | Platz   | Zeit       | Platz      | Zeit   | Platz  |
| ----------------- | ---------------- | --------------- | ------- | ---------- | ---------- | ------ | ------ |
| Florencia Borelli | 5000 m           | 16:06,36 min    | 32      |            |            | DNQ    | DNQ    |
| Belén Casetta     | 3000 m Hindernis | 9:29,05 min     | 27      |            |            | DNQ    | DNQ    |
| Carolina Lozano   | 3000 m Hindernis | 10:03,51 min SB | 41      |            |            | DNQ    | DNQ    |